# San Pietro a Maida
San Pietro a Maida ist eine italienische Gemeinde mit 3801 Einwohnern (Stand 31. Dezember 2023) in der Provinz Catanzaro, Region Kalabrien.
Das Gebiet der Gemeinde liegt auf einer Höhe von 365 m über dem Meeresspiegel und umfasst eine Fläche von 16,3 km². Die sehr günstigen Bodenbedingungen für die Landwirtschaft, insbesondere der Anbau von Olivenbäumen, haben die Entwicklung dieser Kultur im Laufe der Zeit beschleunigt, so dass das Gebiet über eine große Olivenhainfläche für die landwirtschaftliche Nutzung verfügt. Die Nachbargemeinden sind Curinga, Jacurso, Lamezia Terme und Maida. San Pietro a Maida liegt 35 km westlich von Catanzaro und 17 km südlich von Lamezia Terme.
Der Ort wurde von Mönchen um das Jahr 1000 gegründet.